# جدا شدن (فیلم ۱۹۹۷)
جدا شدن (به انگلیسی: Breaking Up) یک فیلم سینمایی آمریکایی در ژانر کمدی رمانتیک محصول سال ۱۹۹۷ است که توسط برادران وارنر منتشر شد و بازیگران اصلی این فیلم راسل کرو و سلما هایک هستند.
فیلمنامه این اثر سینمایی از نمایشنامه مایکل کریستوفر با همین نام اقتباس شده‌است.

## خلاصه داستان
«مونیکا» یک معلم، و «استیو» یک عکاس است. آن‌ها بیشتر از دو سال است که با هم رابطه دارند. بعد از مشاجره ای که میان آن‌ها رخ می‌دهد، در حالی که بنظر می‌رسد رابطه شان برای همیشه به پایان رسیده، استیو به مونیکا پیشنهاد ازدواج می‌دهد و …

## بازیگران
- راسل کرو درنقش استیو[۱]
- سلما هایک درنقش مونیکا
- ابراهیم آلوارز درنقش وزیر